# Zamek Caerphilly
Zamek Caerphilly (wal. Castell Caerfili, ang. Caerphilly Castle) – normański zamek położony w mieście Caerphilly w południowej Walii. Jest największym zamkiem w Walii i drugim co do wielkości (po Zamku Windsorskim) w Wielkiej Brytanii. Zamek zajmuje obszar 12 ha i otoczony jest sztucznym jeziorem.

## Historia
- 1268 - hrabia Gilbert de Clare rozpoczyna budowę zamku;
- 1271 - zakończenie budowy zamku, wtedy największego[1] na wyspie;
- 1284 - Walia traci niepodległość, tym samym zamek traci swoje znaczenie militarne;
- XIV wiek - rodzina de Clare opuszcza zamek, który w późniejszych wiekach podupada;
- 1928 - rozpoczęcie prac restauracyjnych.